# 津海軍工廠
津海軍工廠（つかいぐんこうしょう）は、かつて三重県津市にあった海軍工廠。香良洲町の三重海軍航空隊（予科練）から約5 km、久居の陸軍歩兵第33連隊から1.5 kmの位置にあった。日中戦争・太平洋戦争の際に戦力強化のために日本全国8か所に建設された海軍工廠の1つで、航空機生産を行っていた。

## 部門
工廠の敷地中央部にエンジンを製造する発動機部、南西部にプロペラを製造する推進機部があり、南東部に総務部・会計部・横須賀海軍施設部、北部に海軍共済病院と官舎・工員住宅があった。現在の住所で言えば、中央部は高茶屋、北部は城山、南部は高茶屋小森町に概ね相当する。幹部の宿舎および高茶屋砲台が工廠本体の北、現在の垂水と南が丘に飛び地状に存在した。

## 歴史
日中戦争に突入すると、一志郡高茶屋村の台地上の約500 m2におよぶ広大な敷地が、大日本帝国陸軍、大日本帝国海軍、逓信省から軍事目的での買収提案を受けた。最終的に海軍が約270 m2の土地を購入して従業員35,000人の軍需工場を建設することとなった。1939年（昭和14年）のことである。高茶屋台地は大正時代に開墾が始まった土地で、桑畑として利用されていた。
これを契機として津市と高茶屋村の間で市町村合併の計画が持ち上がり、1939年（昭和14年）7月1日に高茶屋村は津市に編入された。1944年（昭和19年）4月1日、津海軍工廠が設置された。総面積は264 m2であった。海軍工廠の開設により、旧高茶屋村域は異常とも言える急激な人口増加が起き、1943年（昭和18年）から5年計画で高茶屋土地区画整理事業を進めることとし、隣接する雲出村の編入も検討に入れた。
現在の国道165号に正門である東門と西門が置かれ、東門は省線高茶屋駅、西門は近鉄久居駅を向いており、往時は両駅方面から1万人の労働者が出入りしていた。高茶屋駅からは海軍工廠へ引き込み線も整備されていた。徴用工や学生が労働力として従事した。実際には物資不足で十分に機能することなく、終戦を迎えたという。
戦後、軍轄下にあった水道は津市に移譲され、「高茶屋水道」となった。発動機実験場などいくつかの軍事遺跡が戦後しばらく残されていたが、最後まで残っていた西門北側の門柱が2005年（平成17年）に解体され、現存するものはない。

## 歴代工廠長
1. 河野英雄 大佐：1944年4月1日 - 1944年12月25日（1944年5月1日：少将）[11]
2. 足立助蔵 少将：1944年12月25日 - 1945年9月15日[12]

## 跡地の転換
工廠跡については、旧通信施設は三重県警察練習所（後の三重県警察学校）に、旧女子工員寄宿舎は改造して津市立高茶屋小学校の仮校舎に、旧守衛本部は1948年（昭和23年）1月30日に津市立南郊中学校の校舎に、旧工廠本部は津空襲で校舎を失った津市立高等女学校（後に津市高等学校へ改称、三重県立津高等学校の前身の1校）の校舎になった。その後、津市高等学校が移転して空いた校舎へ南郊中学校は移転した。旧発動機部の施設跡には井村屋グループや住友ベークライト津工場などの工場が進出し、旧推進機部の施設跡には三重県立津高等技術学校や松阪鉄工所ができた。
その他、戦災を受けた人々が多く移住するようになり、高茶屋地域、特に桜茶屋（高茶屋二丁目）と城山は津市有数の大規模住宅地帯と化した。総務部・会計部・守衛本部跡は日本板硝子津事業所に、海軍共済病院は三重県立高茶屋病院を経て、三重県立こころの医療センターおよび三重県立小児心療センターあすなろ学園になった。旧幹部宿舎は津市たるみ作業所・津市たるみ老人福祉センターなど地域の福祉施設が集まる地区となり、高茶屋砲台跡には南が丘住宅地がある。